# Yeni Malatyaspor
Yeni Malatyaspor este un club sportiv fondat în Malatya în 1986 al cărui președinte este Mehmet Emin Katipoğlu.